# Lehrensteinsfeld

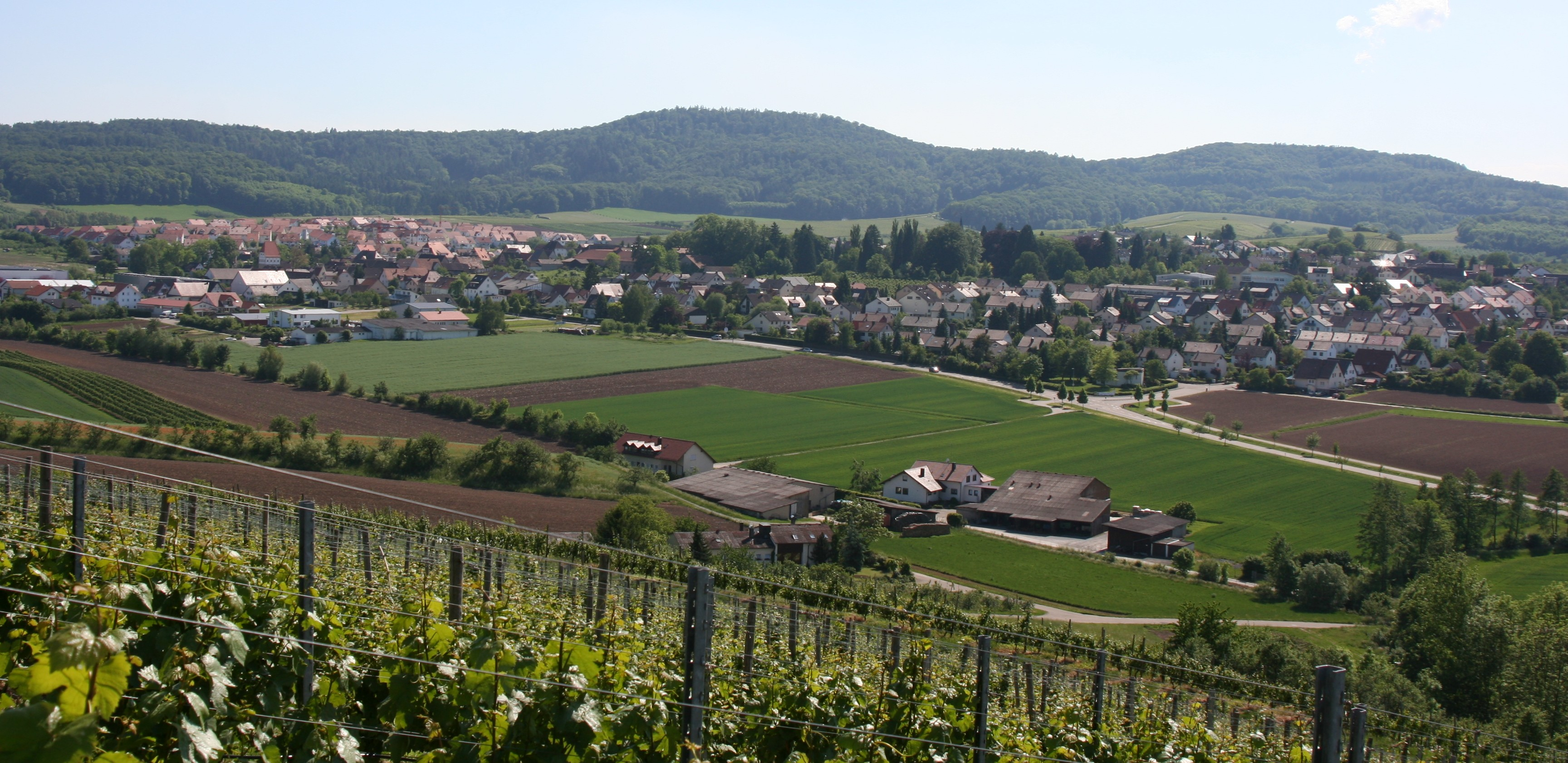
Lehrensteinsfeld von Nordosten

Lehrensteinsfeld ist eine Gemeinde im Landkreis Heilbronn in Baden-Württemberg. Sie gehört zur Region Heilbronn-Franken und zur Randzone der europäischen Metropolregion Stuttgart. Im Volksmund wird die Gemeinde auch oft als Lehremy bezeichnet.

## Geographie

### Geographische Lage
Lehrensteinsfeld liegt im Südosten des Landkreises Heilbronn, sein Siedlungsgebiet etwa acht Kilometer östlich der Stadtmitte von Heilbronn zwischen den Oberläufen Lauchbach und Kaltenbrunnenbach des südlichen Zuflusses Ellbach der Sulm. Naturräumlich gehört dieses zum Unterraum Weinsberger Tal der Löwensteiner Berge in den Schwäbisch-Fränkischen Waldberge, während der bewaldete südliche Teil des Gemeindegebiets bis zu deren sich von Löwenstein im Osten nach Heilbronn im Westen erstreckendem Kamm hinauf im Unterraum Heilbronner Berge liegt. In den Tieflagen des mittleren und nördlichen Gemeindegebietes steht weithin von lössführenden Fließerden überlagerter Gipskeuper (Grabfeld-Formation) an, weiter im Süden erhebt sich die Mittelkeuper-Schichtenfolge über den Schilfsandstein (Stuttgart-Formation) und die Unteren Bunten Mergel (Steigerwald-Formation) bis an den Nordfuß der Waldkammkuppen des Sandbergs und des Reisbergs im Kieselsandstein (Hassberge-Formation), wo auf etwa 320–330 m ü. NHN seine größten Höhen erreicht werden.

### Nachbargemeinden
Nachbarstädte und -gemeinden Lehrensteinsfelds sind (im Uhrzeigersinn, beginnend im Südwesten): Heilbronn (Stadtkreis), Weinsberg, Ellhofen, Obersulm, Löwenstein und Untergruppenbach. Bis auf die Stadt Heilbronn gehören alle zum Landkreis Heilbronn. Zusammen mit Eberstadt, Ellhofen und Weinsberg bildet Lehrensteinsfeld den Gemeindeverwaltungsverband „Raum Weinsberg“ mit Sitz in Weinsberg.

### Gemeindegliederung
Lehrensteinsfeld besteht aus den beiden Ortsteilen Lehren (im Nordwesten) und Steinsfeld (im Südosten), die zusammengewachsen sind und schon seit Jahrhunderten eine gemeinsame Gemarkung haben.

### Flächenaufteilung
Nach Daten des Statistischen Landesamtes, Stand 2014.

## Geschichte

### Mittelalter
Die erste urkundliche Erwähnung des Ortsteils Lehren entstammt dem Jahre 1257; Steinsfeld wurde zum ersten Mal im Jahre 1384 erwähnt. Beide Dörfer bildeten bereits in dieser Zeit eine gemeinsame Gemeinde. Im 14. Jahrhundert waren sie im Besitz der Herren von Weinsberg, die einen Teil der Güter und Rechte der Adelsfamilie von Weiler zum Lehen gaben. Auch andere benachbarte Adelige wurden mit Rechten belehnt, darunter die Herren von Michelfeld und die Herren von Gemmingen. 1384 baute ein Siegfried von Michelfeld auf dem Areal einer alten Burg ein Haus. 1465 verkaufte ein Dietrich von Weiler ein Viertel von Vogtei und Gericht an den pfalzgräflichen Türhüter Hans Heil.

### Neuzeit
Zumindest ein Teil des Ortes war 1535 im Besitz von Philipp von Gemmingen, welcher auch 1540 das heutige Schloss erbauen ließ. 1591 kam durch die Heirat von Philipp Dietrich von Gemmingen mit Barbara von Mentzingen ein weiterer Teil des Ortes zu den Gemmingen. Die Gemmingen konnten ihren Besitz und ihre Rechte am Ort durch Zukäufe auch vergrößern, jedoch zersplitterte der Besitz durch Erbteilung und wurde unrentabel, so dass die Ganerben Johann Leonhard von Mentzingen, Weiprecht von Gemmingen und Johann Schertel von Burtenbach das Schloss samt Dorf im Jahr 1649 an den im Dreißigjährigen Krieg vermögend gewordenen französischen Feldmarschall Ludwig von Schmidberg verkauften. Hierbei wurden Schloss und Dorf als „freiadelig“ bezeichnet.
Ludwig von Schmidberg versuchte, Lehrensteinsfeld zu einem selbstständigen ritterschaftlichen Besitz auszubauen. Vermutlich siedelte er auch Neubürger an, da der Ort wie alle umliegenden Orte nach dem Dreißigjährigen Krieg durch Kriegseinwirkungen und die Pest stark entvölkert war. Schmidbergs Hohe Gerichtsbarkeit über den Ort wurde 1650 und 1659 von den Kaisern Ferdinand III. und Leopold I. bestätigt. Ein erstes Dorfrecht wurde 1652 niedergeschrieben und hatte 1731 seine endgültige Fassung. Der Tod Ludwig von Schmidbergs 1657 brachte eine erneute Teilung des Besitzes unter seinen Nachkommen und Verwandten. Mit dem Aussterben der von Schmidbergs im Mannesstamm 1777 fiel er an die Erben von Hygle, von Waldfells und von Kechler, die ihn um 1788 an Charlotte Ernestine von Schmidberg verkauften, die Witwe Hans Weiprechts von Gemmingen. Sie vererbte Gut und Schloss Lehrensteinsfeld an ihre Nichte Luise Freiin von Gemmingen, die Gemahlin des Freiherrn Franz Göler von Ravensburg. Die Söhne beider, Ferdinand und Karl Göler von Ravensburg, verkauften den Besitz bereits 1856 für 90.000 Gulden an den Fürsten Karl zu Hohenlohe-Bartenstein. 1887 erwarb Julius Dietzsch aus Stuttgart das Schloss mit seinen Besitzungen.
1805 fiel der Ort an das Kurfürstentum Württemberg und wurde im Rahmen der neuen Verwaltungsgliederung im 1806 gegründeten Königreich Württemberg dem Oberamt Weinsberg zugeschlagen, wobei die ritterschaftlichen Rechte aufgehoben wurden. Die Ablösung der Feudallasten gelang der Gemeinde von 1831 bis 1846. Nach der Auflösung des Oberamts Weinsberg durch den Volksstaat Württemberg kam Lehrensteinsfeld 1926 zum Oberamt Heilbronn und durch die Kreisreform während der NS-Zeit in Württemberg 1938 zum Landkreis Heilbronn. 1939 wurden 755 Einwohner gezählt, Ende 1945 waren es 919.
1945 bis 1952 gehörte die Gemeinde zum Nachkriegsland Württemberg-Baden, das 1945 in der Amerikanischen Besatzungszone gegründet worden war, ab 1952 zum neuen Bundesland Baden-Württemberg.

## Religionen

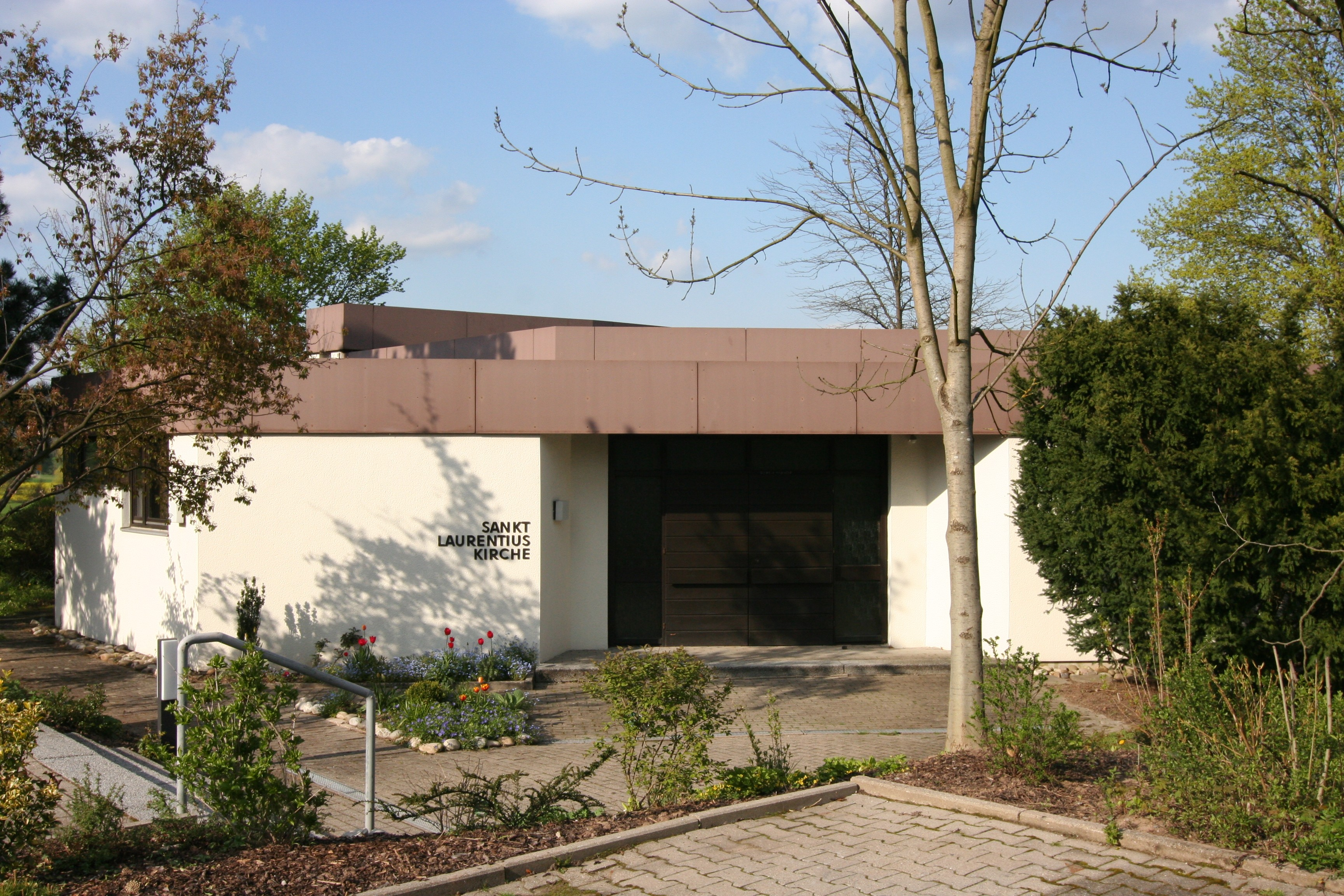
Die katholische Sankt-Laurentius-Kirche

Lehrensteinsfeld ist seit der Reformation überwiegend evangelisch. Der Ort war zunächst Filialgemeinde von Sülzbach und wurde 1571 zur selbstständigen Pfarrgemeinde. Die evangelische Kirchengemeinde Lehrensteinsfeld gehört zum Kirchenbezirk Weinsberg-Neuenstadt der Evangelischen Landeskirche in Württemberg.
Für die etwa 400 katholischen Christen in Lehrensteinsfeld (Stand 2002) ist die katholische Kirchengemeinde in Wimmental zuständig. 1979 wurde die katholische Sankt-Laurentius-Kirche in Lehrensteinsfeld eingeweiht.
Vereinzelt sind Juden in Lehrensteinsfeld bereits im 16. Jahrhundert belegt, die Jüdische Gemeinde Lehrensteinsfeld bildete sich dann insbesondere im Ortsteil Lehren ab dem 18. Jahrhundert aus. Der Ort war von 1832 bis 1867 Sitz des Bezirksrabbinats Lehrensteinsfeld. Die Gemeinde erlebte wie viele jüdische Landgemeinden durch Ab- und Auswanderung ab der zweiten Hälfte des 19. Jahrhunderts einen allmählichen Niedergang und erlosch im Zuge der Judenverfolgung in der Zeit des Nationalsozialismus.

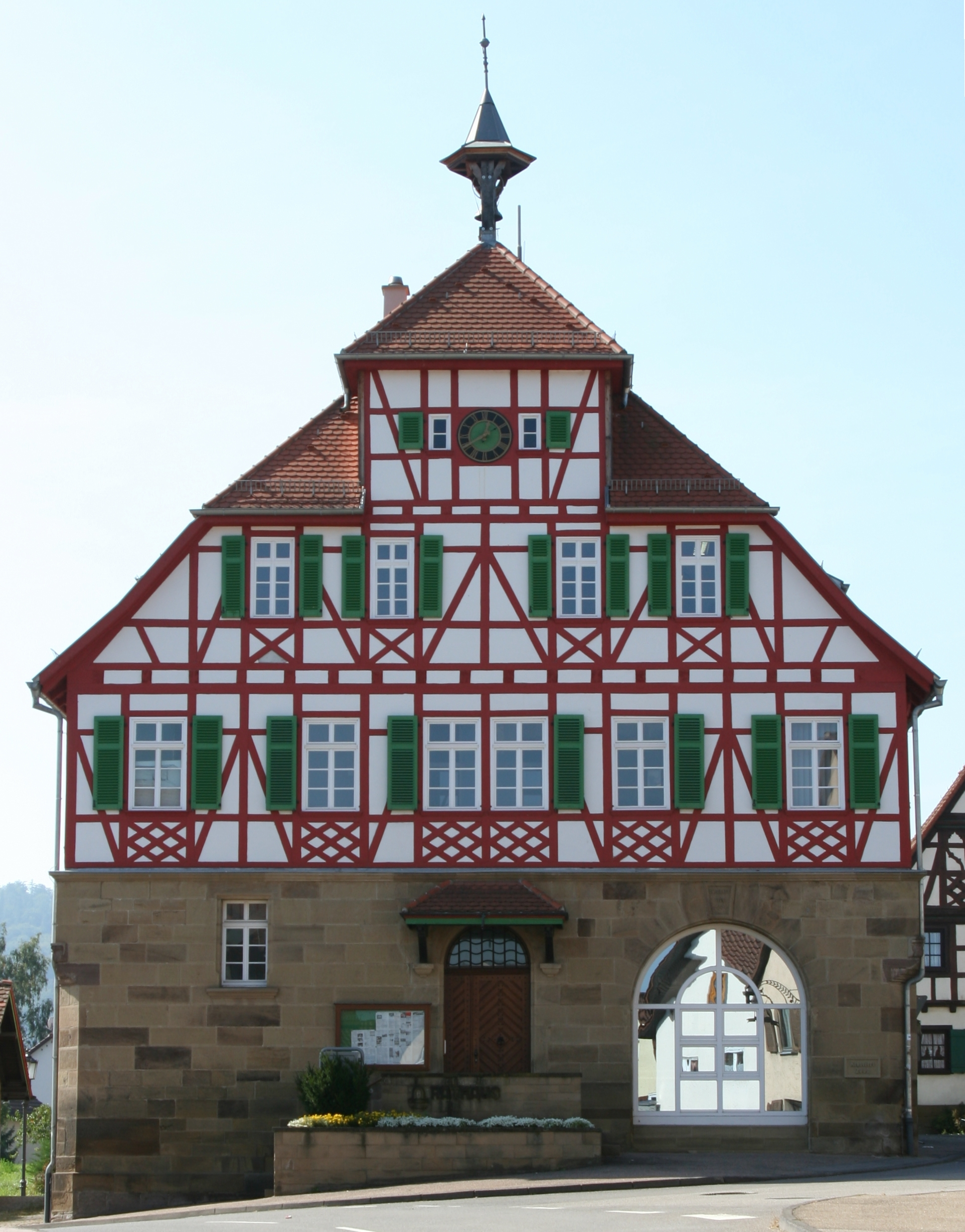
Rathaus

## Politik

### Gemeinderat
Der Gemeinderat in Lehrensteinsfeld hat 10 Mitglieder. Bei der Kommunalwahl am 9. Juni 2024 wurde der Gemeinderat durch Mehrheitswahl gewählt. Mehrheitswahl findet statt, wenn kein oder nur ein Wahlvorschlag eingereicht wurde. Die Bewerber mit den höchsten Stimmenzahlen sind dann gewählt. Der Gemeinderat besteht aus den ehrenamtlichen Gemeinderäten und dem Bürgermeister als Vorsitzendem. Der Bürgermeister ist im Gemeinderat stimmberechtigt. Die Wahlbeteiligung lag bei 73,47 %.

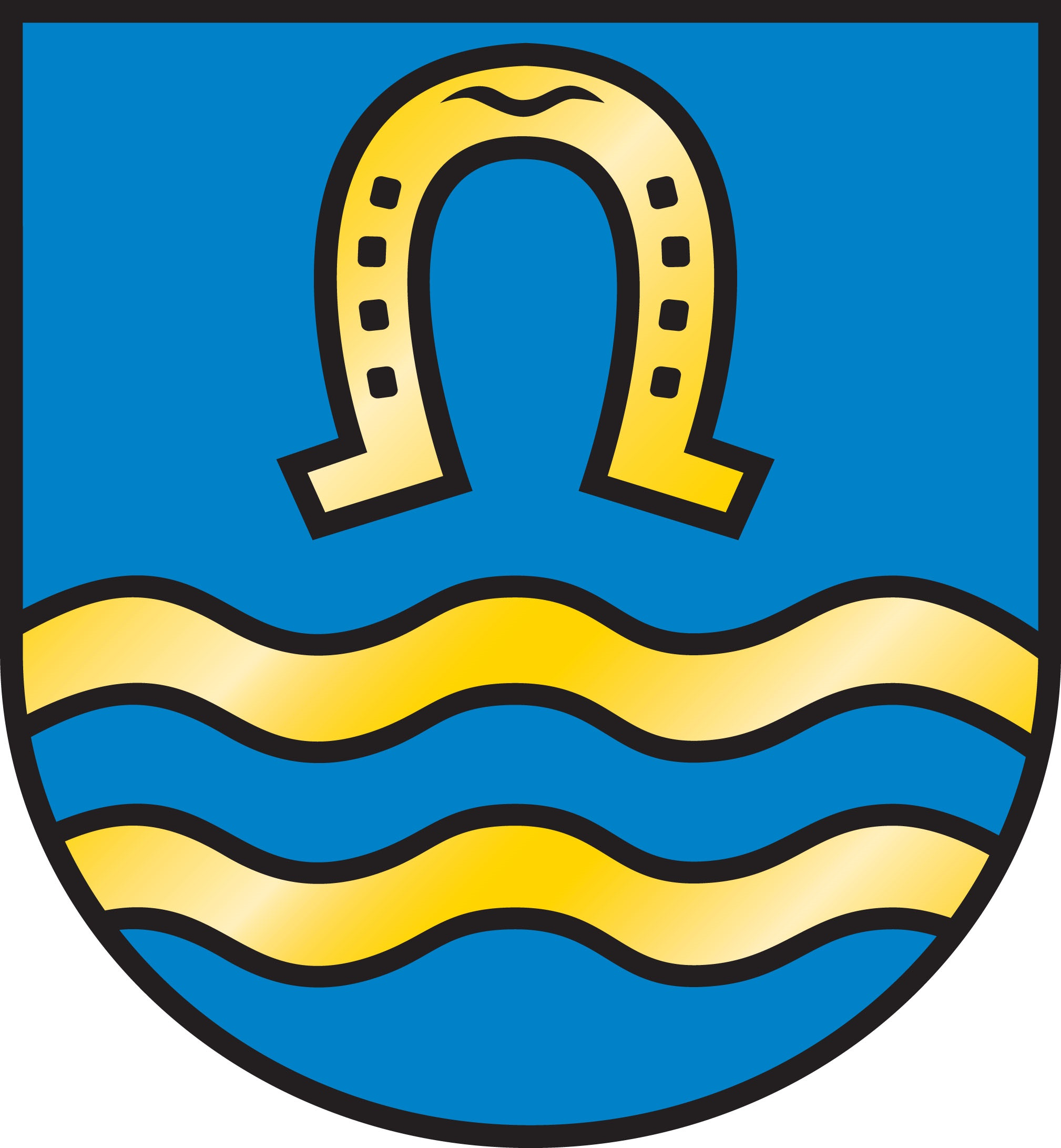
Wappen Lehrensteinsfelds

### Bürgermeister
Am 11. Juli 2021 wurde Benjamin Krummhauer mit 74,82 Prozent der Stimmen als Bürgermeister gewählt.
Sein Vorgänger war Björn Steinbach, der erstmals 2004 zum Bürgermeister gewählt wurde. Im September 2012 wurde er mit 99,6 % der Stimmen für eine zweite Amtszeit bestätigt. Im September 2020 wurde er mit 97,6 Prozent der Stimmen für eine dritte Amtszeit wiedergewählt. 2021 wechselte er als Bürgermeister nach Obersulm.

### Wappen und Flagge
Die Blasonierung des Lehrensteinsfelder Wappens lautet: In Blau über zwei goldenen Wellenbalken ein goldenes Hufeisen. Die Flagge der Gemeinde ist Gelb-Blau.
Das Hufeisen als ländliches Symbol war das Lehrensteinsfelder Fleckenzeichen. Es war auf alten Gemarkungssteinen abgebildet und fand sich seit spätestens dem 19. Jahrhundert im Gemeindesiegel. Das heutige Wappen wurde 1959 angenommen und der Gemeinde zusammen mit der Flagge am 18. August 1959 vom baden-württembergischen Innenministerium verliehen. Die Wellenbalken erinnern an die Familie von Schmidberg, in deren Besitz Lehrensteinsfeld von 1649 bis 1778 war.

## Kultur und Sehenswürdigkeiten

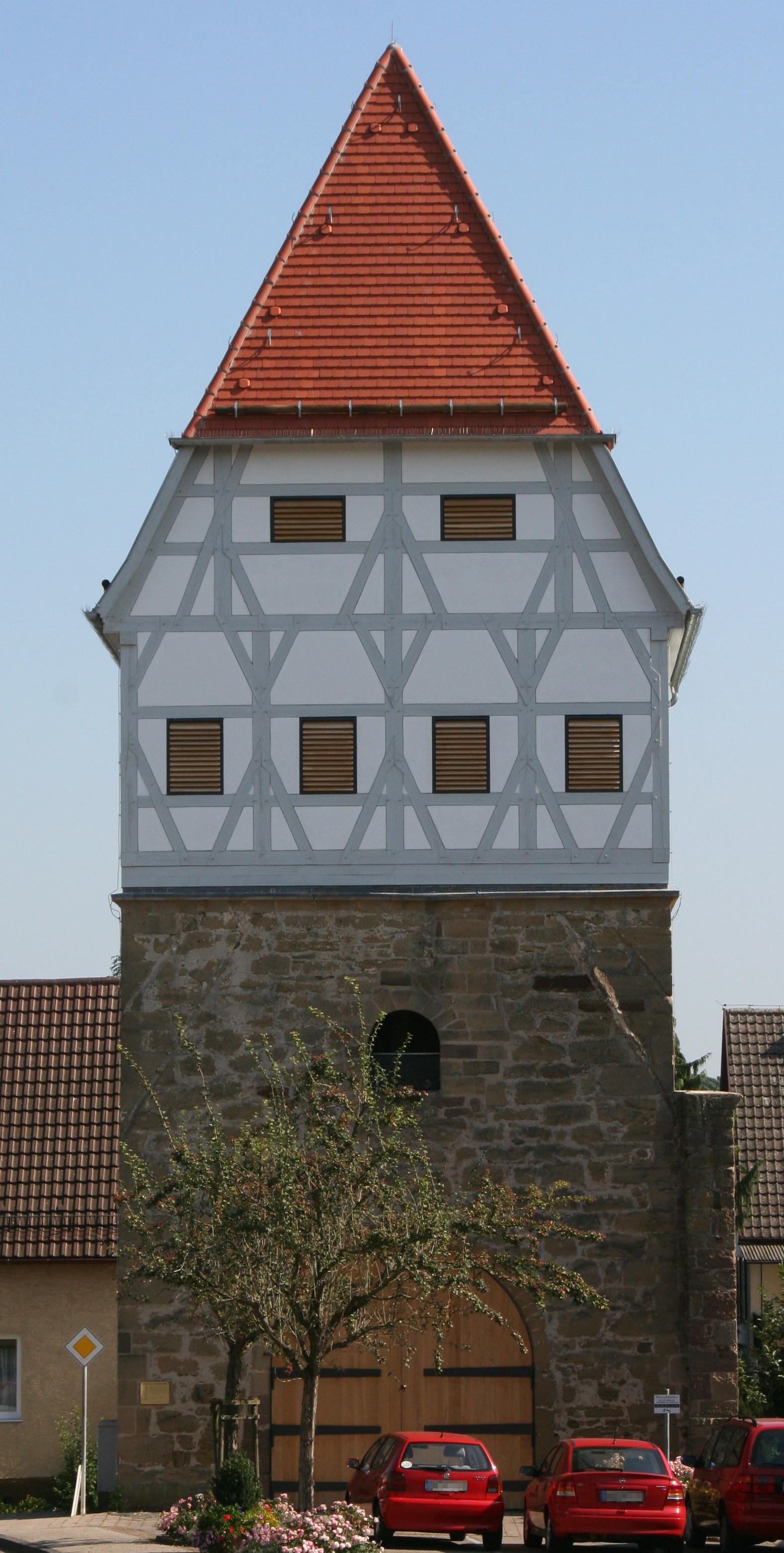
Der Wehrturm

### Bauwerke

#### Wehrturm
Wahrzeichen und ältestes Gebäude des Ortes ist der Wehrturm Lehrensteinsfeld aus dem Jahr 1466, einst Wehrturm und Kirchturm einer früheren Laurentiuskirche, deren Schiff 1969 abgerissen wurde. Die oberen Geschosse des Turms aus Fachwerk wurden im Jahre 1998 wegen Baufälligkeit abgetragen und 2005/2006 in veränderter Form wieder aufgebaut.

#### Schloss
Das Schloss Lehrensteinsfeld wurde Mitte des 16. Jahrhunderts von den Ortsherren im Stile der Renaissance auf Fundamenten einer mittelalterlichen Burg erbaut, auf die noch der Eckturm und Kellergewölbe zurückdatieren. Die Südfassade wurde im Jahre 1770 im Stile des Klassizismus umgebaut. Im Norden schließt sich ein Park des 19. Jahrhunderts im Landschaftsgartenstil mit Orangerie an. Die heutige Besitzerfamilie erwarb das heute als Weingut genutzte Anwesen 1887.

#### Rathaus
Das Rathaus in Fachwerkbauweise wurde 1591 errichtet und erhielt seine heutige Gestalt im Wesentlichen im Jahr 1906. Nach verschiedenen jüngeren Umbauten wurde das Rathaus 1969/71 innen grundlegend umgebaut, wobei der Sitzungssaal und das Trauzimmer entstanden.

#### Kirchen
- Die evangelische Christuskirche wurde 1903 im neuromanischen Stil nach Plänen von Heinrich Dolmetsch erbaut.[14] Ein barockes Kruzifix und ein Taufstein von 1759 wurden aus der später abgebrochenen alten Laurentiuskirche übernommen, an die der noch erhaltene Wehrturm erinnert und deren Schiff am Anfang des 20. Jahrhunderts aufgrund seines Zustandes aufgegeben und 1969 abgebrochen wurde. Die damals und noch bis 1963 bestehende Patronatsherrschaft der Familie Dietzsch vom Schloss Lehrensteinsfeld drückt sich sowohl in der Patronatsloge gegenüber der Kanzel als auch in einigen Stiftungen (Chorfenster, Taufglocke, Haupteingangstür) für den Neubau aus. Das schöne Kirchenfenster im Chorraum, das die biblischen Szenen der Kindersegnung, der Hochzeit zu Kana und die Auferweckung des Lazarus sowie zuoberst Christus als den Weltenherrscher zeigt, wurde von dem Stuttgarter Kirchenmaler Theodor Bauerle (1865–1914) entworfen und von der Münchner Hofglasmalerei Gustav van Treeck ausgeführt. Theodor Bauerle versah auch die Wände und Decken im Schiff und im Chor mit zeittypisch schablonierter „sinnbildlicher Malerei“ und mit den heute noch erhaltenen Medaillons (Johannes, Paulus, Petrus) am Chorbogen. Die Orgel von 1903 wurde 1982 durch Orgelbaumeister Tzschöckel ersetzt. Die drei Glocken wurden 1920 und 1949 gegossen.[15][16]
- Die katholische Sankt-Laurentius-Kirche wurde 1979 nach Plänen von Hugo Baum anstelle eines rund drei Jahrzehnte bestehenden Barackenbaus errichtet.

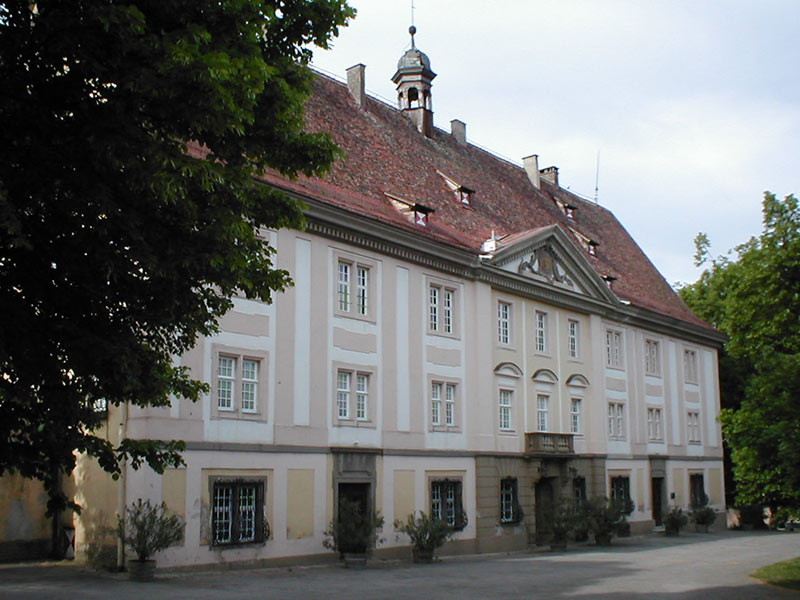
Schloss Lehrensteinsfeld
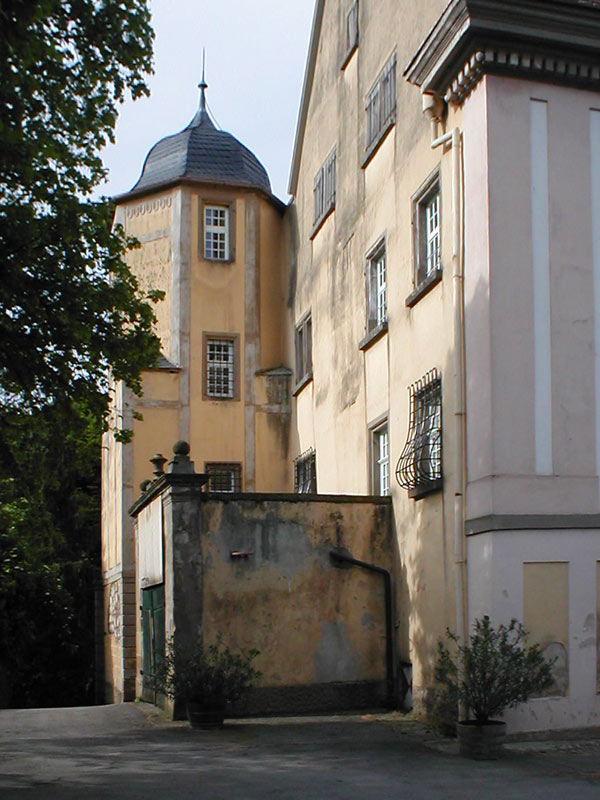
Spätmittelalterlicher Schlossturm
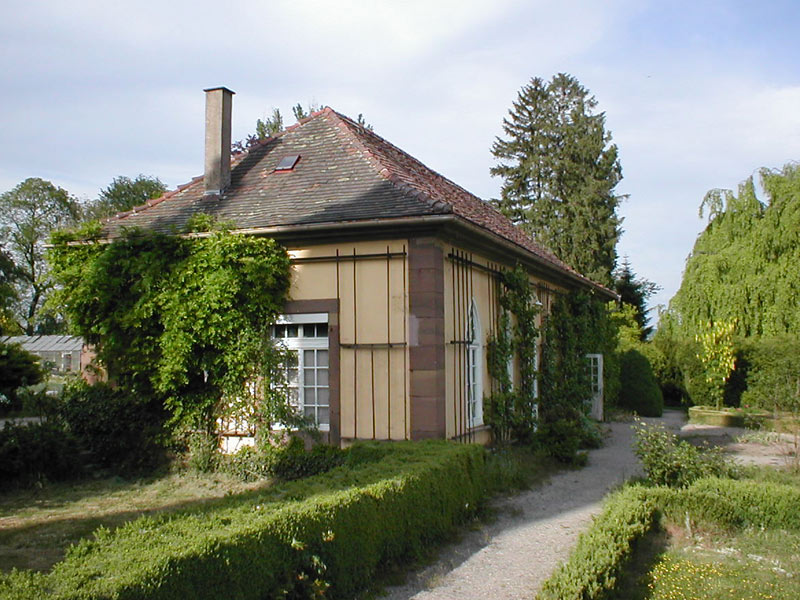
Orangerie im Schlosspark
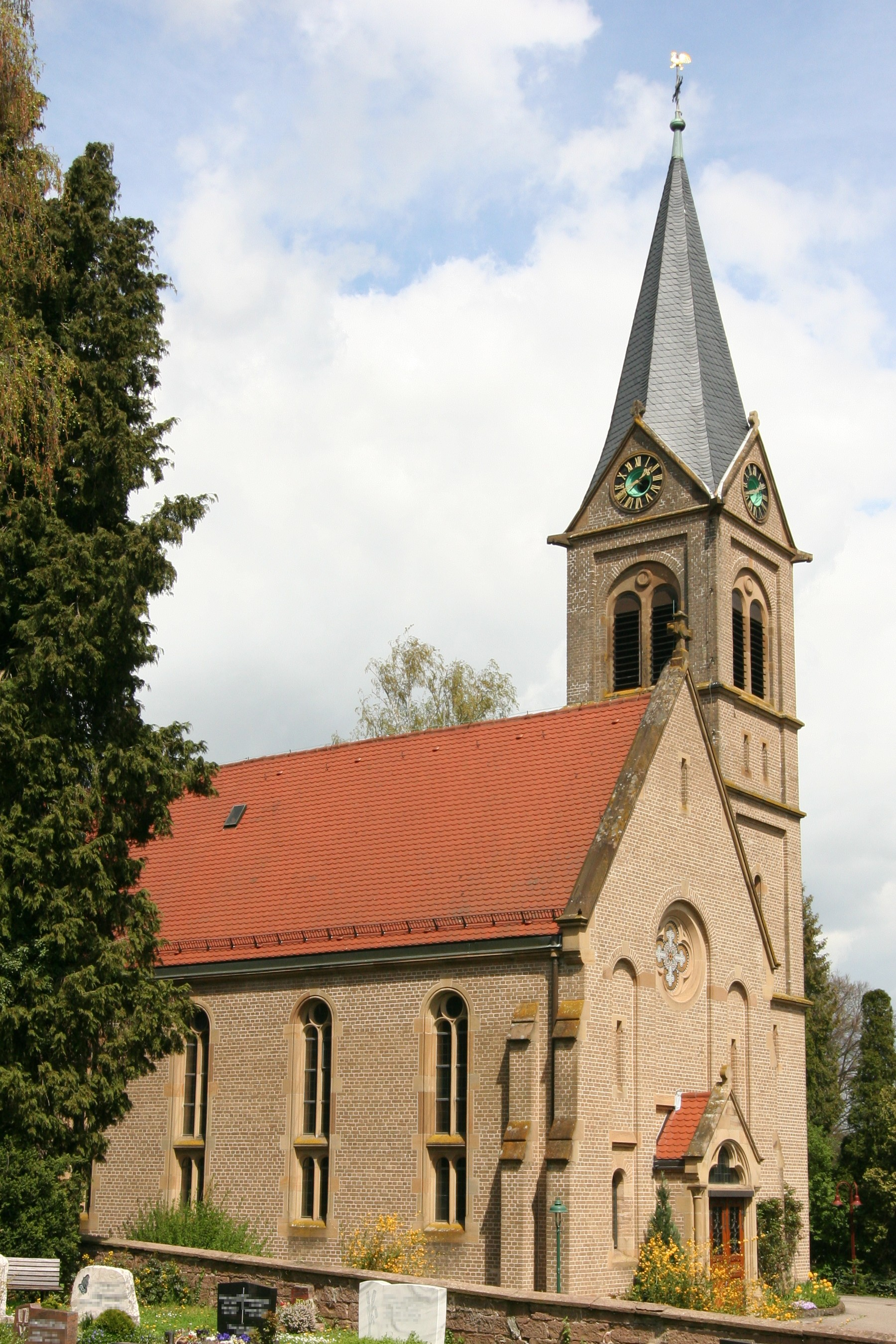
Christuskirche

### Vereine
Im Verhältnis zur Gemeindegröße gibt es ein stark ausgeprägtes Vereinsleben. So gibt es den Sportverein TSV Lehrensteinsfeld mit den Abteilungen Turnen, Fußball und Volleyball/Badminton, den Tennisclub Lehrensteinsfeld, den überregional bekannten Musikverein Eintracht Lehrensteinsfeld, den Gesangverein Harmonie Lehrensteinsfeld die Narrenzunft Sulmdäler Rumpelhäx, die Wanderfreunde Lehrensteinsfeld, den Landfrauenverein, den Obst- und Gartenbauverein Lehrensteinsfeld, die Schützengilde Lehrensteinsfeld, den Förderverein Dorfkultur Lehrensteinsfeld und zahlreiche weitere Vereine.

## Wirtschaft und Infrastruktur

### Weinbau
Lehrensteinsfeld ist ein Weinbauort, dessen Lagen zur Großlage Salzberg im Bereich Württembergisch Unterland des Weinbaugebiet Württemberg gehören. Die Lehrensteinsfelderin Rita Ostholt war 1977 Württembergische Weinkönigin.

### Verkehr
Die Gemeinde liegt an der A 81, die Anschlussstelle Weinsberg/Ellhofen ist etwa 3 km entfernt. Der nächste Bahnhof liegt an der Bahnstrecke Crailsheim–Heilbronn in der Nachbargemeinde Ellhofen.

### Ansässige Unternehmen
Zu den Grundlagen der wirtschaftlichen Existenz der Gemeinde gehört der Weinbau, der von einer 1904 gegründeten Weingärtnergenossenschaft (2012 in der Genossenschaftskellerei Heilbronn aufgegangen) und von einigen kleinen Weingütern betrieben wird. Angebaut wird vor allem Riesling, aber auch Müller-Thurgau, Spätburgunder, Schwarzriesling und andere Rebsorten. Das größte ortsansässige Unternehmen mit 220 Mitarbeitern (Stand Dezember 2023), davon 140 in Lehrensteinsfeld und 80 in Heilbronn, ist die 1949 gegründete Hermann Schweikert GmbH, ein Automobil- und Landmaschinen-Zulieferer, der sich unter anderem im Werkzeugbau für Blechumformung und in der Baugruppenfertigung betätigt.

### Medien
Über das Geschehen in Lehrensteinsfeld berichtet die Tageszeitung Heilbronner Stimme in ihrer Ausgabe für den östlichen Landkreis Heilbronn (Ausgabe O), vor dem 1. Oktober 2017 in der Ausgabe für das Weinsberger Tal (WT).

### Bildung und Soziales
Lehrensteinsfeld verfügt über eine Grundschule und zwei Kindergärten.

## Persönlichkeiten

### Söhne und Töchter der Gemeinde
- Friedrich Hertlein (1865–1929), deutscher Archäologe, Prähistoriker und Pädagoge
- Alfred H. Kleinknecht (1951-), Professor für Wirtschaftswissenschaften in den Niederlanden
- Karl Knapp (1870–1955), württembergischer Oberamtmann und Landrat
- Friedrich Rödinger (1800–1868), Landtagsabgeordneter, Mitglied der Frankfurter Nationalversammlung

### Ehrenbürger
- Carl Dietzsch (1886–1963), Obstbaufachmann und Rittergutsbesitzer, Gemeinderat, Kirchengemeinderat, Ehrensenator der Universität Hohenheim[28]

### Sonstige bekannte Persönlichkeiten
- Karoline Wacker, DFB-Fußballschiedsrichterin und FIFA-Schiedsrichterin[29]